# 黄埔新港駅
黄埔新港駅（こうほしんこうえき、中文表記: 黄埔新港站）は、中華人民共和国広東省広州市黄埔区開発大道と宝石路の交差点にある広州地下鉄5号線の駅である。駅番号は5/30。

## 歴史
計画時の仮駅名は「黄埔客運港駅」であった。
- 2020年11月：着工[2]。
- 2023年12月28日：開業[3]。

## 駅構造
相対式ホーム2面2線を有する地下駅。夏港側に片渡り線、終点側に両渡り線がある。

### のりば
| 番線 | 路線    | 行先             |
| ---- | ------- | ---------------- |
| 1    | ■ 5号線 | 降車ホーム       |
| 2    | ■ 5号線 | 広州駅・滘口方面 |

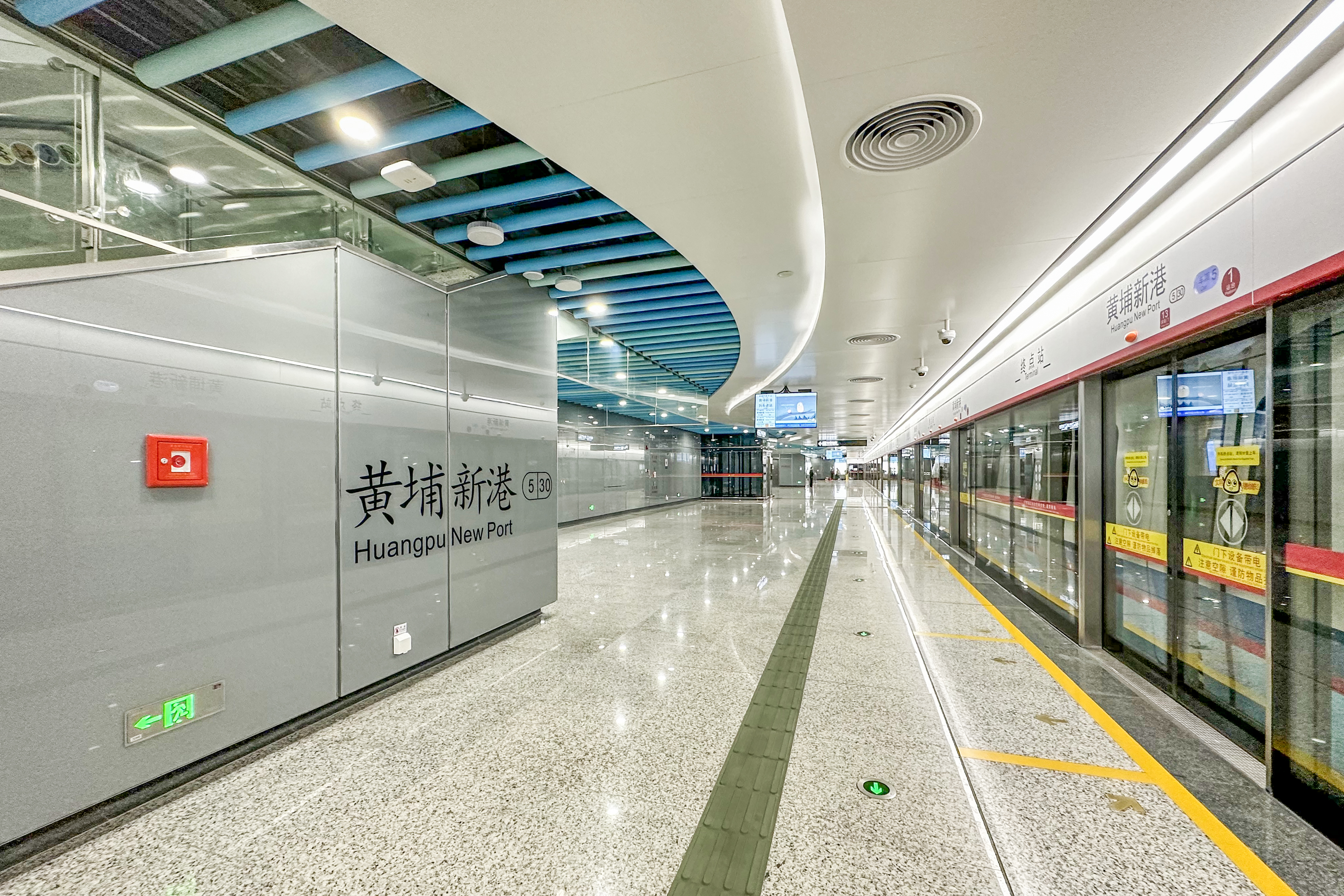
1番線ホーム
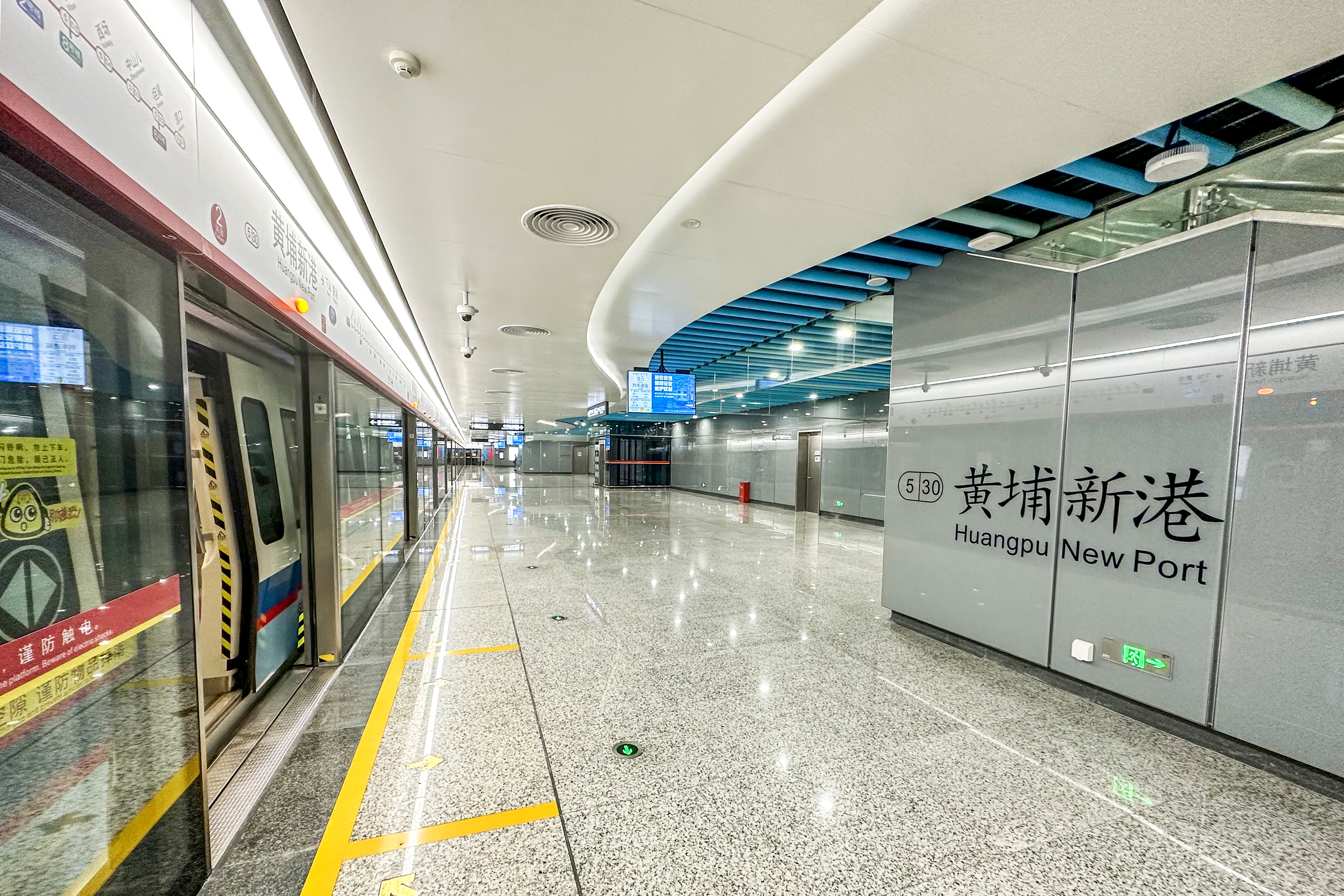
2番線ホーム
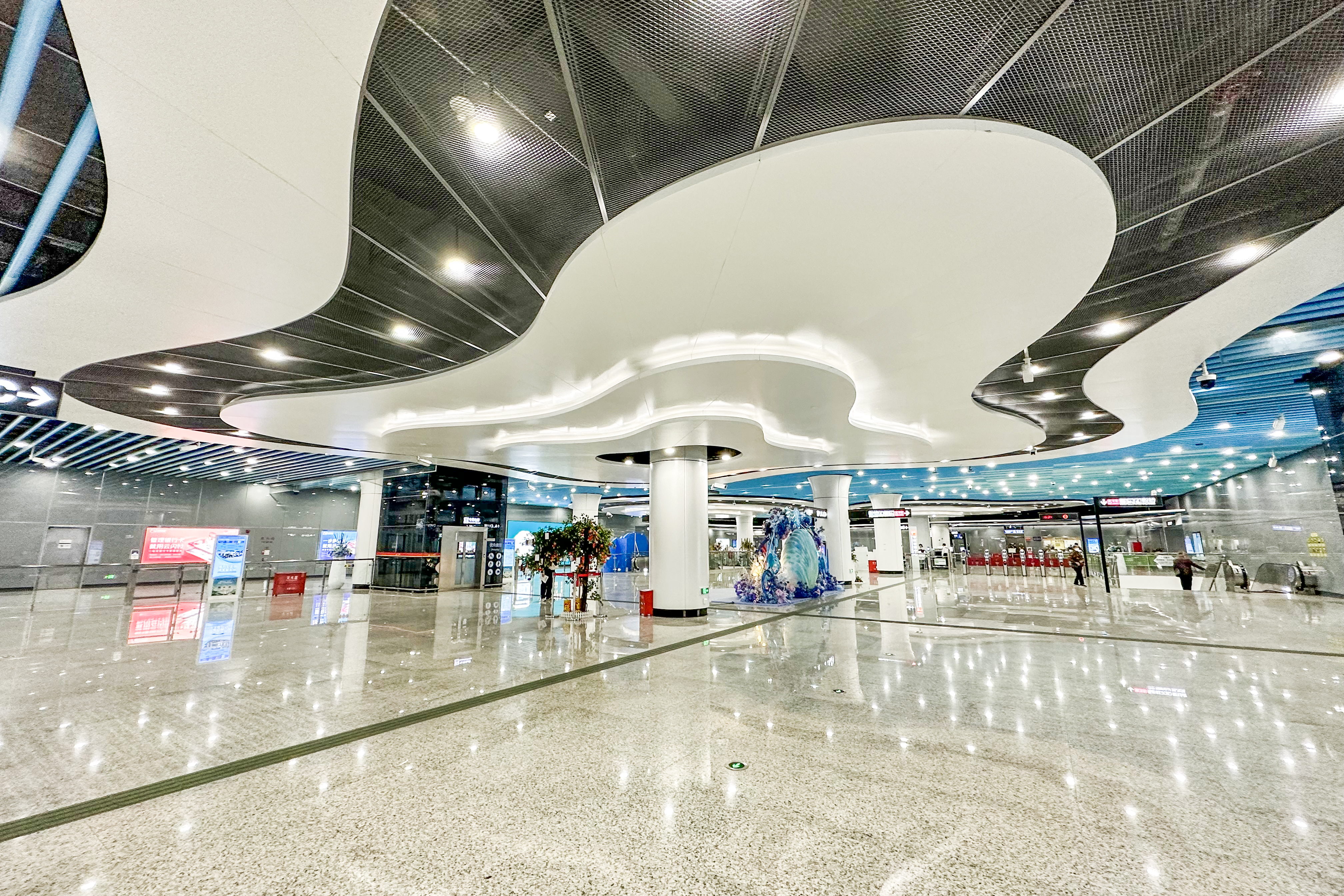
コンコース

## 将来乗り入れの路線
計画中の広州地下鉄17号線と東莞地下鉄1号線は当駅を経由する。5号線の建設時には25号線用の構造が一部予留されていたが、25号線の計画変更により当駅は経由されなくなった。

## 駅周辺
- 水韻翔庭
- 普暉社区
- 黄埔新港（中国語版）

## 隣の駅
広州地下鉄
■ 5号線
夏港駅 529 - 黄埔新港駅 530